# Rakacaszend
Rakacaszend é um município da Hungria, situado no condado de Borsod-Abaúj-Zemplén. Tem 15,71 km² de área e sua população em 2015 foi estimada em 356 habitantes.